# Raciborzany
Raciborzany – przysiółek wsi Janowice w Polsce, położony w województwie małopolskim, w powiecie limanowskim, w gminie Jodłownik.
W latach 1975–1998 przysiółek administracyjnie należał do województwa nowosądeckiego.
Wieś duchowna, własność opactwa cystersów szczyrzyckich położona była w drugiej połowie XVI wieku w powiecie szczyrzyckim województwa krakowskiego.